# 安华托帝
安华托帝（1963年6月—），又称安华托帝·博格达（Enver Tohti Bughda），维吾尔族腫瘤外科醫師、反核活动家，英國維吾爾協會負責人和世界维吾尔基督教联盟首席执行官，基督教徒。

## 生平
安華托帝‧博格達于1963年6月出生在中國新疆维吾尔自治区哈密市。1985年畢業於石河子醫學院。1985年9月至1998年7月期間是烏魯木齊鐵路局中心醫院腫瘤外科醫生。1995年他發現當地人群惡性腫瘤發病率遠高於中國國內平均水準，調查結果顯示與中国解放军在羅布泊的核武器试验有關。1998年，他與BBC拍攝了一部中国核試爆污染記錄片，揭露中国在新疆核爆引發居民罹癌問題。於1999年流亡英國，此後長期為维吾尔族人權議題在國際發聲。